# Emirado de Négede
```
   |-
       |
Erro:
:  
valor não especificado para "
nome_comum
"

   [[Categoria:Estados extintos da Ásia|Emirado de Négede
Segundo Estado Saudita
em 
árabe
: 
إمارة نجد
‘Imārat Najd
, 1824]]
```

O Emirado de Négede foi o Segundo Estado Saudita, existente entre 1824 e 1891 em Négede, nas regiões de Riade e Hail no que é hoje a Arábia Saudita. O governo saudita foi restaurado na Arábia central e oriental depois do Emirado de Diria, o primeiro Estado saudita, tendo sido anteriormente derrubado pelo Eialete do Egito do Império Otomano na Guerra Otomano-Wahhabi (1811-1818).
O segundo período Saudita foi marcado por uma menor expansão territorial e menos zelo religioso, embora os líderes sauditas continuassem sendo chamados de Imame e ainda empregassem eruditos religiosos uaabitas. A reconquista de Riade por Turqui ibne Abedalá ibne Maomé das forças Egípcias em 1824 é geralmente considerada como o início do Segundo Estado Saudita. Conflitos internos graves dentro da Casa de Saud eventualmente levaram à queda da dinastia na Batalha de Mulayda em 1891, entre as forças leais ao último imame Saudita, Abederramão ibne Faiçal ibne Turqui, e a dinastia Raxidi de Hail.

## História
O primeiro Saudita a tentar recuperar o poder após a queda do Emirado de Diria em 1818 foi Muxari ibne Saúde, um irmão do último governante em Diria, Abedalá ibne Saúde, mas ele logo foi capturado pelos egípcios e morto. Em 1824, Turqui ibne Abedalá ibne Maomé, neto do primeiro imame saudita Maomé ibne Saúde que conseguiu escapar da captura pelos egípcios, foi capaz de expulsar as forças Egípcias e seus aliados locais de Riade e dos seus arredores e é geralmente considerado como o fundador da segunda dinastia Saudita, além de ser o ancestral dos reis da atual Arábia Saudita. Ele fez sua capital em Riade e conseguiu recrutar os serviços de muitos parentes que escaparam do cativeiro no Egito, incluindo o seu filho Faiçal ibne Turqui Alçaúde.
Turqui foi assassinado em 1834 por Muxari ibne Abederramão, um primo distante. Muxari foi logo cercado em Riade e depois executado por Faiçal, que se tornou o mais proeminente governante do segundo reinado dos Sauditas. Faiçal, no entanto, enfrentou uma nova invasão de Négede pelos egípcios, quatro anos depois. A população local não estava disposta a resistir, e Faiçal foi derrotado e levado para o Egito como prisioneiro pela segunda vez em 1838.
Os egípcios instalaram Calide ibne Saúde, último irmão sobrevivente de Abedalá ibne Saúde ibne Abdalazize, bisneto de Maomé ibne Saúde, que passou muitos anos na corte Egípcia, como governante em Riade e que o apoiou com tropas Egípcias. Em 1840, no entanto, conflitos externos forçaram os egípcios a retirar toda a sua presença na Península Arábica, deixando pouco apoio a Calide. Visto pela maioria dos habitantes locais como nada mais que um governador egípcio, Calide foi derrubado logo depois por Abedalá ibne Tuniã, da filial Atuniã. Faiçal, no entanto, havia sido libertado naquele ano e, auxiliado pelos governantes de Alaaxe, conseguiu reconquistar Riade e retomar o seu governo, mais tarde nomeando o seu filho Abedalá ibne Faiçal ibne Turqui como seu herdeiro, e dividiu os seus domínios entre seus três filhos Abedalá, Saúde ibne Faiçal ibne Turqui e Maomé.
Após a morte de Faiçal, em 1865, Abedalá assumiu o governo em Riade, mas logo foi desafiado por seu irmão, Saúde. Os dois irmãos travaram uma longa guerra civil, na qual eles trocaram de governo em Riade várias vezes. Um vassalo dos sauditas, Maomé ibne Abedalá ibne Raxide de Hail aproveitou a oportunidade para intervir no conflito e aumentar seu próprio poder. Gradualmente, ibne Raxide ampliou a sua autoridade sobre a maioria de Négede, incluindo a capital saudita, Riade. Ibne Raxide finalmente expulsou o último líder saudita, Abederramão ibne Faiçal, de Négede após a Batalha de Mulaida, em 1891.

## Governantes

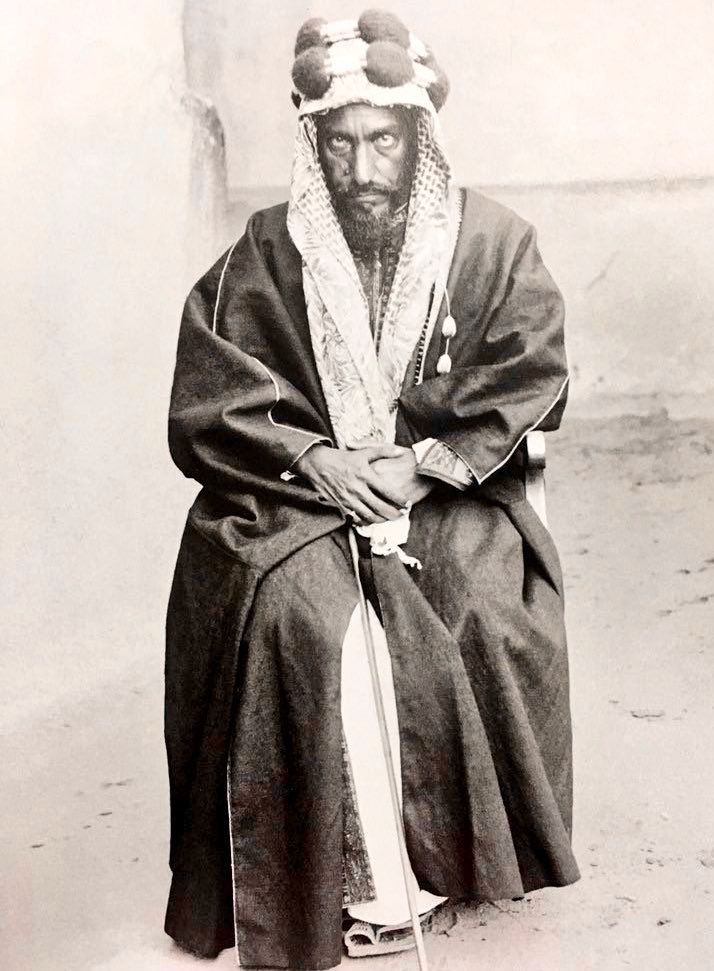
Abederramão ibne Faiçal, ultimo governante do Emirado

- Imame Turqui ibne Abedalá ibne Maomé (primeira vez) 1819–1820
- Imame Turqui ibne Abedalá ibne Maomé (segunda vez) 1824–1834
- Imame Muxari ibne Abederramão ibne Muxari 1834–1834 (Usurpador)
- Imame Faiçal ibne Turqui ibne Abedalá Alçaúde (primeira vez) 1834–1838
- Imame Calide ibne Saúde ibne Abedalazize 1838–1841
- Imame Abedalá ibne Tunaiã ibne Ibraim ibne Tunaiã ibne Saúde 1841–1843
- Imame Faiçal ibne Turqui ibne Abedalá Alçaúde (segunda vez) 1843–1865
- Imame Abedalá ibne Faiçal ibne Turqui (primeira vez) 1865–1871
- Imame Saúde ibne Faiçal 1871–1871 (primeira vez)
- Imame Abedalá ibne Faiçal ibne Turqui (segunda vez) 1871–1873
- Imame Saúde ibne Faiçal (segunda vez) 1873–1875
- Imame Abederramão ibne Faiçal (primeira vez) 1875–1876
- Imame Abedalá ibne Faiçal ibne Turqui (terceira vez) 1876–1889
- Imame Abederramão ibne Faiçal (segunda vez) 1889–1891